# Alberto Gamero
Alberto Miguel „Tito” Gamero Morillo (ur. 3 lutego 1964 w Santa Marta) – kolumbijski piłkarz występujący na pozycji prawego obrońcy, trener piłkarski, od 2025 roku prowadzi Deportivo Cali.